# Stanisław Hozjusz
Stanisław Hozjusz (em em italiano:  Stanislao Osio, em em latim: Stanislaus Hosius, aportuguesado Estanislau Osio) (5 de maio de 1504 — 5 de agosto de 1579) foi um príncipe-bispo do Sacro Império Romano-Germânico e cardeal polonês/polaco, Penitenciário-mor apostólico.

## Biografia
De pais alemães, era o mais jovem dos três filhos de Ulrich Hos, de Pforzheim, procurador da cidade de Wilna a serviço do rei da Polônia, e Anna, viúva do comerciante Erhard Slaker. Os outros irmãos foram Anna e Jan. Depois da morte de Anna, Ulrich se casou pela segunda vez, com Barbara Gleywicz, de Gliwice, e eles tiveram três filhos, Ulrich, Brygida e Barbara.
Ele estudou na Universidade de Cracóvia (bacharel de artes, 1520), na Universidade de Pádua (humanidades com Lazaro Buonamico e teologia) e na Universidade de Bolonha (humanidades com Romulo Amasio e legislação com Ugo Buoncompagni, obtendo um doutorado utroque iure, tanto em direito canônico como em direito civil, em 8 de junho de 1534). Falava alemão, polonês e latim.
Foi ordenado padre em 1543, recebendo as paróquias de Golombie e Radlow em 1546.

## Episcopado
Eleito bispo de Chełmża (Kulmsee) em 12 de julho de 1549. Foi enviado pelo rei Sigismundo II em uma missão para as cortes de D. Fernando I em Praga, e do imperador Carlos V em Bruxelas e Ghent, concluindo com êxito uma aliança ofensiva e defensiva entre a Polônia e essas duas monarquias. Foi consagrado em 16 de março de 1550, em Cracóvia, por Samuel Macieiowski, bispo de Cracóvia.
Hozjusz e Marcin Kromer foram os dois bispos mais efetivos em manter Warmia como uma região católica, enquanto a vizinha Prússia tornou-se protestante em 1525. Em 1551, torna-se príncipe-bispo de Warmia, onde fica até 1579, quando é destituído.
Em maio de 1558, o Papa o chamou a Roma e rapidamente se tornou um dos membros mais influentes da Cúria. O Papa Pio IV nomeou-o embaixador à corte imperial de Viena, para fazer arranjos com o imperador Fernando I para a reabertura do Concílio de Trento, e tentar trazer a conversão do príncipe Maximiliano da Boêmia, filho do imperador, que havia se convertido ao protestantismo, depois de vários meses, a exposição lógica da fé católica e com o exemplo edificante do cardeal, produziu o retorno do príncipe para a Igreja Católica.

## Cardinalato
Em 26 de fevereiro de 1561, foi criado cardeal pelo Papa Pio IV, recebendo o chapéu vermelho e o título de cardeal-presbítero de São Lourenço em Panisperna em 8 de agosto. Legado no Concílio de Trento, de 10 de março de 1561, defendeu ativamente a autoridade do papa e foi fundamental no sucesso final do concílio. Obteve a aceitação dos decretos do concílio na Dieta de Parczow em 7 de agosto de 1564 e promulgou os decretos tridentinos em sua diocese, em agosto de 1565.
Passou para o título de São Pancrácio, em 31 de agosto de 1562, para o título de Santa Sabina, em 4 de setembro de 1565 e para o título pro illa vice de São Teodoro em 7 de setembro.
Torna-se legado a latere na Polônia, em dezembro de 1566. Torna-se embaixador da Polônia ante a Santa Sé, em 1569. Ele promoveu ativamente os esforços do Papa para restaurar a Igreja na Inglaterra e na Suécia, onde o protestantismo ganhou força.
Passou para o título de Santa Priscila, em 10 de fevereiro de 1570, para o título de Santa Anastácia, em 9 de junho e para o título de São Clemente, em 3 de julho. Foi feito Camerlengo do Sagrado Colégio dos Cardeais, entre 18 de maio de 1571 e 23 de janeiro de 1572.
Em 8 de janeiro de 1574, torna-se Penitenciário-mor apostólico. Passou para o título de São Pedro Acorrentado, em 9 de julho e para o título de Santa Maria em Trastevere, em 3 de outubro de 1578.
Morreu em 5 de agosto de 1579, em Capranica, e foi sepultado na Basílica de Santa Maria em Trastevere.

## Legado e polêmicas
Um amigo especial para Hozjusz foi o São Pedro Canísio. Junto com Kromer, deixou muitos registros de seus discursos e sermões em língua alemã em seus anos de serviço no Bispado de Vármia. Eles foram posteriormente traduzidos para tcheco, inglês e francês.
Com a notícia da destruição de uma igreja protestante em outubro de 1574 em Cracóvia pela multidão enfurecida, escreveu em uma carta aos oficiais da igreja: "O que vocês não ousam, nem o rei nem o bispo se atreveu a fazer, os estudantes da Academia de Cracóvia, dignos de memória eterna, serão celebrados com a glória de toda a igreja."
O processo de beatificação começou em 5 de agosto de 2006 na Arquidiocese de Warmia (Ermland), na Polônia, tendo como postulador da causa de beatificação o Frei Jan Górny.

## Conclaves
- Conclave de 1565–1566 - não participou da eleição do Papa Pio V.
- Conclave de 1572 - participou da eleição do Papa Gregório XIII.